# Безериц
Безериц (нем. Beseritz) — община в Германии, в земле Мекленбург-Передняя Померания.
Входит в состав района Мекленбург-Штрелиц. Подчиняется управлению Неферин.  Население составляет 145 человек (на 31 декабря 2010 года). Занимает площадь 11,10 км².